# هورسفلدية متشعبة
هورسفلدية متشعبة (الاسم العلمي:Horsfieldia brachiata) هي نوع هجين من النباتات تتبع جنس الهورسفلدية من الفصيلة البسباسية.